# Rovaniemen Palloseura 2017

## Stagione
Nella stagione 2017 il RoPS ha disputato la Veikkausliiga, massima serie del campionato finlandese di calcio, terminando il torneo al settimo posto con 42 punti conquistati in 33 giornate, frutto di 12 vittorie, 6 pareggi e 15 sconfitte. In Suomen Cup è sceso in campo a partire dal sesto turno, superando la fase a gironi come secondo classificato nel girone A, ma venendo poi eliminato nei play-off per i quarti di finale dal SJK.

## Organico

### Rosa
| N. |                        | Ruolo | Calciatore       |
| -- | ---------------------- | ----- | ---------------- |
| 2  | Nigeria (bandiera)     | C     | Sani Kaita       |
| 4  | Finlandia (bandiera)   | C     | Antti Okkonen    |
| 5  | Serbia (bandiera)      | C     | Ivan Tatomirović |
| 6  | Finlandia (bandiera)   | C     | Eerik Kantola    |
| 7  | Finlandia (bandiera)   | C     | Pyry Hannola     |
| 7  | Cile (bandiera)        | C     | Pablo González   |
| 8  | Finlandia (bandiera)   | C     | Robert Taylor    |
| 8  | Paesi Bassi (bandiera) | D     | Nathaniël Will   |
| 9  | Nigeria (bandiera)     | A     | Emeka Friday Eze |
| 10 | Germania (bandiera)    | C     | Cem Felek        |
| 11 | Ghana (bandiera)       | A     | Glenn Gabriel    |
| 12 | Finlandia (bandiera)   | P     | Juhani Kangas    |
| 13 | Finlandia (bandiera)   | D     | Lassi Järvenpää  |
| 14 | Finlandia (bandiera)   | C     | Eetu Muinonen    |

| N. |                      | Ruolo | Calciatore        |
| -- | -------------------- | ----- | ----------------- |
| 15 | Finlandia (bandiera) | D     | Leo Väisänen      |
| 16 | Finlandia (bandiera) | A     | Jarkko Luiro      |
| 17 | Finlandia (bandiera) | C     | Anselmi Nurmela   |
| 18 | Finlandia (bandiera) | C     | Juho Hyvärinen    |
| 20 | Finlandia (bandiera) | A     | Simo Roiha        |
| 21 | Finlandia (bandiera) | C     | Aapo Heikkilä     |
| 22 | Finlandia (bandiera) | A     | Sakari Tukiainen  |
| 23 | Finlandia (bandiera) | C     | Saku Ylätupa      |
| 24 | Finlandia (bandiera) | C     | Lassi Lappalainen |
| 25 | Spagna (bandiera)    | P     | Antonio Reguero   |
| 30 | Ghana (bandiera)     | D     | David Addy        |
| 47 | Finlandia (bandiera) | D     | Juuso Hämäläinen  |
| 77 | Finlandia (bandiera) | A     | Timo Stavitski    |

## Statistiche

### Statistiche di squadra
| Competizione  | Punti | In casa | In casa | In casa | In casa | In casa | In casa | In trasferta | In trasferta | In trasferta | In trasferta | In trasferta | In trasferta | Totale | Totale | Totale | Totale | Totale | Totale | DR |
| Competizione  | Punti | G       | V       | N       | P       | Gf      | Gs      | G            | V            | N            | P            | Gf           | Gs           | G      | V      | N      | P      | Gf     | Gs     | DR |
| ------------- | ----- | ------- | ------- | ------- | ------- | ------- | ------- | ------------ | ------------ | ------------ | ------------ | ------------ | ------------ | ------ | ------ | ------ | ------ | ------ | ------ | -- |
| Veikkausliiga | 42    | 17      | 9       | 1       | 7       | 27      | 24      | 16           | 3            | 5            | 8            | 16           | 27           | 33     | 12     | 6      | 15     | 43     | 51     | -8 |
| Suomen Cup    | -     | 4       | 2       | 1       | 1       | 13      | 3       | 2            | 1            | 0            | 1            | 4            | 5            | 6      | 3      | 1      | 2      | 17     | 8      | +9 |
| Totale        | -     | 21      | 11      | 2       | 8       | 40      | 27      | 18           | 4            | 5            | 9            | 20           | 32           | 39     | 15     | 7      | 17     | 60     | 59     | +1 |